# Joan Fosas i Carreras
Joan Fosas i Carreras (Rubí, 1937 - 2013) va ser un ballarí i coreògraf català, mestre de dansa i castanyoles, nascut i mort a Rubí. Fou un referent, durant molts anys, del món de la dansa tradicional catalana, en el qual triomfà a partir de les condicions que el distingiren des de ben jove. La seva força i la seva expressivitat han captivat públics de ben diverses generacions, i el seu impuls ha afavorit la conservació de moltes antigues danses que, d'altra manera, s'haurien perdut. Per aquest motiu el 2002 fou guardonat amb la Creu de Sant Jordi. Va estar vinculat bona part de la seva vida a l'Esbart Dansaire de Rubí i els darrers anys dirigia l'Esbart Santa Anna, de Les Escaldes (Andorra). El fons personal (documental, visual i sonor) de Joan Fosas i Carreras es conserva a la Biblioteca de Catalunya.